# Янтай
Йентай е град в провинция Шандун, Китай. Намира се на крайбрежието на Жълто море. Йентай е най-голямото рибарско селище в провинцията си. Населението на административния район е 6 968 202 жители (2010 г.). Намира се в часова зона UTC+8. Пощенските му кодове са в диапазона 264000 – 265800, а телефонния е 535. Средната температура през годината е около 13 градуса по Целзий. Градът разполага с международно летище, разположено на 43 км от центъра на града.